# لوتشيانو أليكساندر سيلفا
لوتشيانو أليكساندر سيلفا (12 نوفمبر 1978 - ) هو لاعب كرة قدم برازيلي في مركز الدفاع. لعب مع نادي فييرينسي.

## وصلات خارجية
- لوتشيانو أليكساندر سيلفا على موقع قاعدة بيانات كرة القدم.إي يو (الإنجليزية)
- لوتشيانو أليكساندر سيلفا على موقع Soccerway.com (الإنجليزية)